# Neopolyptychus pygarga
Neopolyptychus pygarga is een vlinder uit de familie van de pijlstaarten (Sphingidae). De wetenschappelijke naam van de soort werd in 1891 gepubliceerd door Ferdinand Karsch.